# August Winnig
August Winnig (ur. 31 marca 1878 w Blankenburgu, zm. 3 listopada 1956 w Bad Nauheim) – niemiecki socjalistyczny polityk i działacz związkowy.

## Życiorys
Urodził się w rodzinie grabarza jako jedno z 12. dzieci. W 1892 rozpoczął naukę w zawodzie murarza, a następnie pracował w zawodzie. Od 1896 angażował się politycznie, pisał do gazet socjalistycznych, brał udział w strajkach robotniczych. W 1904 rozpoczął pracę w gazecie związkowej Grundstein, której później został redaktorem naczelnym. W latach 1913–1919 członek lokalnego sejmu w mieście Hamburg. 1913–1918 przewodniczący niemieckiego związku zawodowego pracowników budowlanych. W 1918 został komisarzem (Reichskommissar) ds. krajów bałtyckich. Na tym stanowisku opóźniał wycofanie wojsk niemieckich oraz naciskał na rząd łotewski aby zwiększyć udział mniejszości niemieckiej we władzach kraju. 1919–1920 nadprezydent Prus Wschodnich, usunięty ze stanowiska po poparciu puczu Kappa. Następnie wydalony z partii SPD i związków zawodowych. W 1922 rozpoczął studia w Berlinie, gdzie wraz z Hansem Grimm, Hansem Carossa, Edwinem Dwinger i innymi, należał do grona poetów Lippoldsberg. W 1927 wstępuje do partii starosocjalistycznej, a w 1930 do Stronnictwa Ludowo-Konserwatywnego. W czasie rządów nazistów ewoluuje z orientacji narodowosocjalistycznej do chrześcijańskokonserwatywnej, co zbliżyło go do środowisk, które zorganizowały zamach na Hitlera w 1944 roku. Uniknął represji po zamachu i w 1945 był współzałożycielem CDU. 29 marca 1955 został odznaczony Orderem Zasługi RFN.